# Configuration management database
CMDB  är en IT-term, och står för Configuration Management DataBase. Termen är en del av ramverket ITIL. Den ansvariga processen heter configuration management. CMDB är oftast en databas där man lagrar information om sin verksamhets olika CI (Configuration Items) och dess komplexa förhållanden som rör infrastrukturen.
Ett exempel på en CI-post i databasen, kan vara en server och dess egenskaper: (Hårdvara, OS, CPU, RAM, IP, etc), var servern står, installerade mjukvaror, licenser, SLA, driftansvariga, relationer till andra CI, etc.
Ute på marknaden finns många färdiga CMDB-mjukvaror, samt tillhörande agenter eller plugin för CI/utrustning, för online-uppdatering i CMDB.